# NGC 7428
NGC 7428 est une galaxie spirale barrée située dans la constellation des Poissons. Sa vitesse par rapport au fond diffus cosmologique est de 2 711 ± 26 km/s, ce qui correspond à une distance de Hubble de 40,0 ± 2,8 Mpc (∼130 millions d'al). NGC 7428 a été découverte par l'astronome allemand Albert Marth en 1864.
La classe de luminosité de NGC 7428 est I et elle présente une large raie HI. Selon la base de données Simbad, NGC 7428 est une galaxie candidate au titre de galaxie active.
Selon NASA/IPAC, NGC 7428 est une galaxie du champ, c'est-à-dire qu'elle n'appartient pas à un amas ou un groupe et qu'elle est donc gravitationnellement isolée.
À ce jour, deux mesures non basées sur le décalage vers le rouge (redshift) donnent une distance de 33,200 ± 9,617 Mpc (∼108 millions d'al), ce qui est à l'intérieur des valeurs de la distance de Hubble en raison de l'incertitude élevée. Notons que c'est avec la valeur moyenne des mesures indépendantes, lorsqu'elles existent, que la base de données NASA/IPAC calcule le diamètre d'une galaxie et qu'en conséquence le diamètre de NGC 7428 pourrait être d'environ 29,2 kpc (∼95 200 al) si on utilisait la distance de Hubble pour le calculer.
La distance de Hubble de la galaxie LEDA 1128627 voisine de NGC 7428 sur la sphère céleste est de 344,66 ± 23,13 Mpc (∼1,12 milliard d'al). Il s'agit donc d'une lointaine galaxie qui ne forme pas un couple réel avec NGC 7428.